# Jasper Carstens

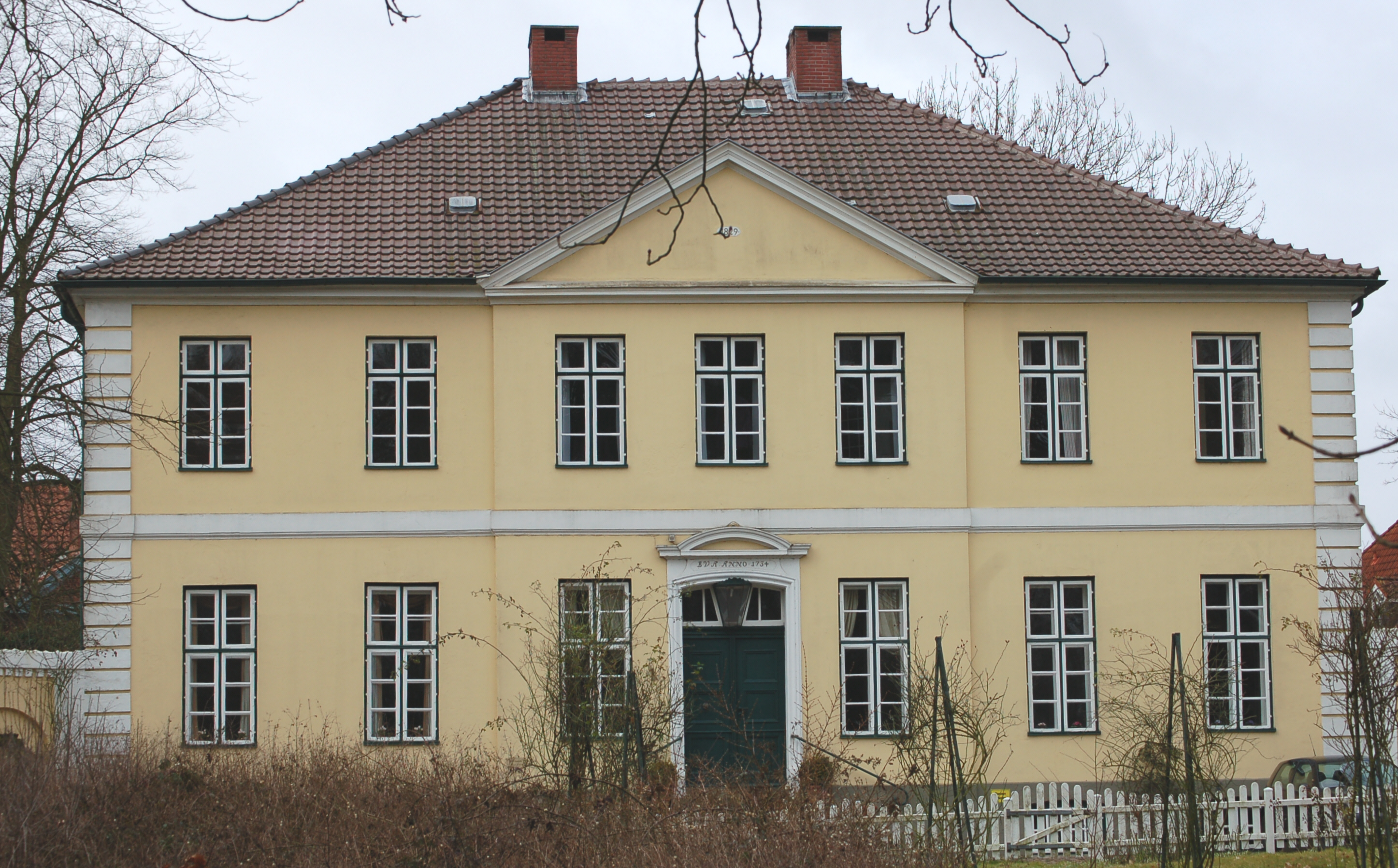
Das Propsteigebäude in Uetersen

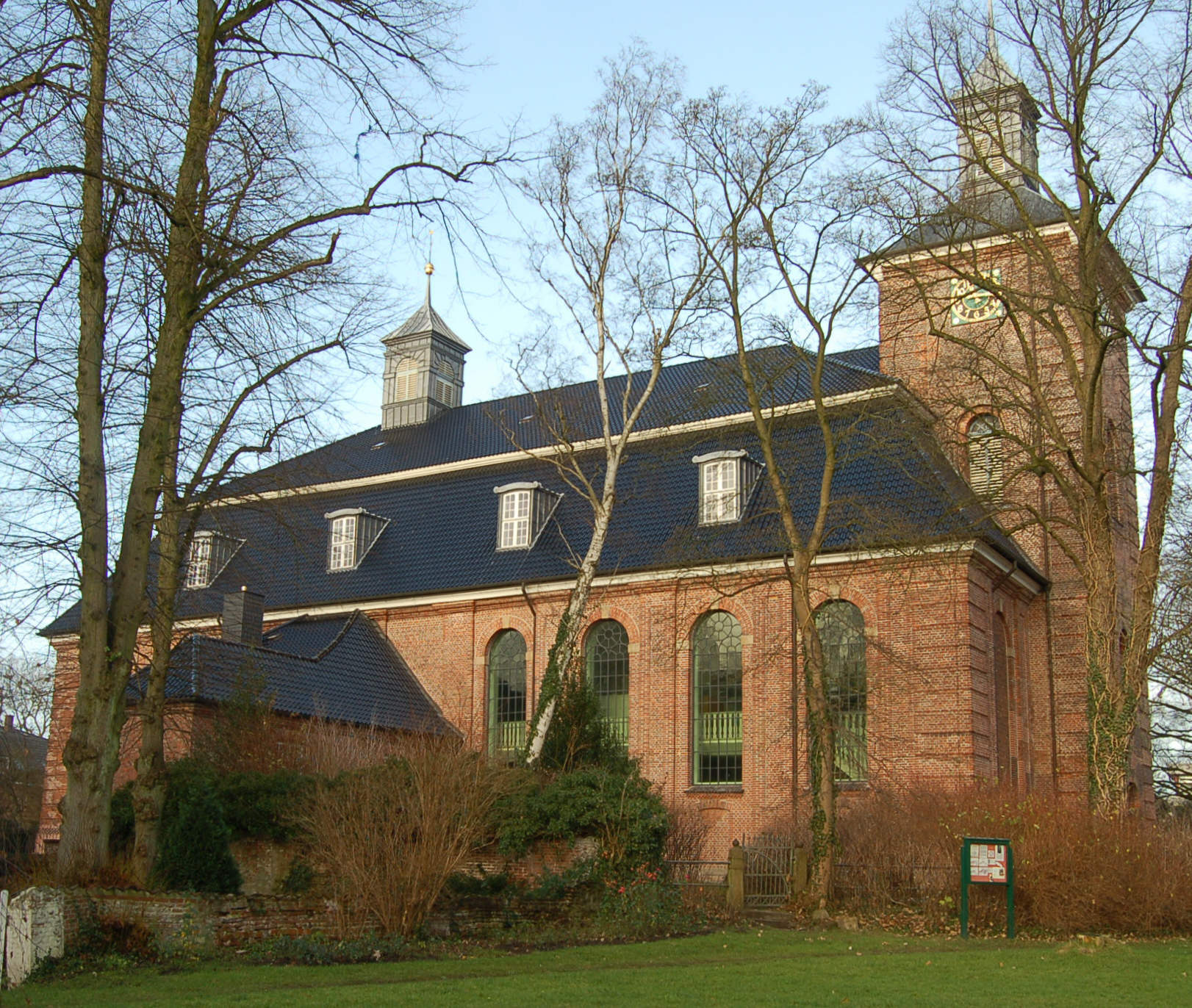
Die Uetersener Klosterkirche

Jasper Carstens (* Februar 1705 in Bargfeld, Kreis Stormarn; † 1759 in Wulksfelde) war ein deutscher Architekt und Baumeister.

## Leben
Japer Carstens wurde als erstes von drei Kindern des Bauern Vogt Jasper Carstens und seiner Frau Trincke im Februar 1705 geboren. Später wurde er Leibeigener des Gutsherren Benedikt von Ahlefeldt und lebte auf dem Gut Jersbek. Durch das Wohlwollen seines Herren wurde er zum Baumeister ausgebildet. Jasper Carstens lebte in der Zeit von 1734 bis kurz vor seinem Tode überwiegend in Uetersen, verstarb jedoch im Frühjahr 1759 bei seinem Bruder im Wulksfelde.

## Bauwerke
Seine ersten Umbauarbeiten nach der Ausbildung waren die am Jersbeker Herrenhaus im Jahre 1739. Für den Komponisten Filippo Finazzi baute er Haus „Lombardei“ in der Nähe von Jersbek. Durch sein architektonisches Talent prägte er später die Landschaft an der Oberalster in der zweiten Hälfte des 17. Jahrhunderts. Er verband die Musik und das Theater mit der Architektur und dem Gartenbau.
Zu seinen ersten Bauwerken außerhalb von Jersbek gehörten unter anderen das noch heute bestehende Propsteigebäude auf dem Gelände des Klosters Uetersen aus dem Jahre 1734, das er für seinen Herren Benedikt von Ahlefeldt baute. Dieses Gebäude wurde 1829 nochmals umgebaut und steht heute unter Denkmalschutz. Ein Hauptwerk war das pompöse Sommerschloss des Plöner Herzogs Friedrich Karl von Schleswig-Holstein-Plön in Traventhal. Das unter Carstens’ Leitung in der Zeit von 1740 bis 1749 entstandene Schloss war ein langer elfachsiger und eingeschossiger Rechteckbau mit Gartensaal und vergiebeltem Risalit. Im Nachfolgebau, dem sogenannten Herrenhaus, ist heute ein Alten- und Pflegeheim untergebracht. Die dazugehörigen Stallungen wurden an den Verband der Reit- und Fahrvereine Schleswig-Holstein verpachtet und werden als Ausbildungszentrum genutzt. Dieser Gebäudekomplex steht ebenfalls unter Denkmalschutz.

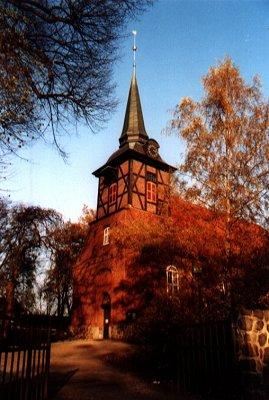
Die Bergstedter Kirche

Ein bekanntes Bauwerk ist auch die Bergstedter Kirche, die im 13. Jahrhundert aus romanischen Feldsteinen und frühgotischen Hausteinen erbaut wurde. In der Zeit von 1745 bis 1750 baute Jasper Carstens das Kirchengebäude im spätbarocken Stil um, erweiterte dieses nach Westen um 20 Fuß und errichtete über dem Westgiebel einen Fachwerkturm mit Pyramidenspitze. Sie ist Hamburgs einzige Kirche ohne elektrisches Licht und wird nur durch Kerzen beleuchtet.
In der Zeit von 1747 bis 1750 errichtete er sein bekanntestes Werk, die neue Klosterkirche in Uetersen, deren Baupläne er bereits 1738 bei den Landbaumeistern Otto Johann Müller und Cay Dose einreichte. Sie entstand auf Teilen der Grundmauern der alten Kirche aus dem Jahre 1234, die wegen Baufälligkeit 1738 abgerissen wurde. Die Kirche ist ein spätbarocker Backsteinbau. Der gesamte Kirchenbau ruht auf Granitquadersockeln, die aus einem Hünengrab gewonnen wurden. Dieses Gotteshaus gehört zu den beachtetsten barocken Sakralgebäuden des 18. Jahrhunderts mit rechteckigem Grundriss in Schleswig-Holstein und steht wegen ihres architektonischen und historischen Wertes unter Denkmalschutz.
Die letzte bekannte Arbeit von ihm war die Begutachtung des südlichen Erweiterungsbaus der alten Rellinger Kirche, die später von Cay Dose neu erbaut wurde.